# ケンブリッジシャーハンデキャップ
ケンブリッジシャーハンデキャップ（Cambridgeshire Handicap）はイギリスのニューマーケット競馬場で行われるハンデキャップ競走である。

## 概要
この競走は1939年に創設され、第1回はLanercostが優勝した。
ニューマーケット競馬場で行われるもう一つの代表的なハンデキャップ競走のロシア皇太子ハンデキャップ（シザーウィッチハンデキャップ）は同じ年に創設された。この2つの競走は「秋の二冠（Autumn Double）」と呼ばれるようになった。19世紀には、Rosebery（1876年）、Foxhall（1881年）、Plaisanterie（1885年）の3頭が二冠を達成した。しかし、それ以来は二冠に挑戦する馬はほとんどいない。
当初はロシア皇太子ハンデキャップ、ケンブリッジシャーハンデキャップの順に開催されていたが、現在は逆転して本競走の2週間後にロシア皇太子ハンデキャップが行われる。
現在は、ニューマーケット競馬場で3日間開催されるケンブリッジシャー開催の最終日に施行されている。

## 歴代優勝馬（2000年以降）
- 2000  Katy Nowaitee
- 2001  I Cried for You
- 2002  Beauchamp Pilot
- 2003  Chivalry
- 2004  Spanish Don
- 2005  Blue Monday
- 2006  Formal Decree
- 2007  Pipedreamer
- 2008  Tazeez
- 2009  Supaseus
- 2010  Credit Swap
- 2011  Prince of Johanne
- 2012  Bronze Angel
- 2013  Educate
- 2014  Bronze Angel
- 2015  Third Time Lucky
- 2016  Spark Plug
- 2017  Dolphin Vista
- 2018  Wissahickon
- 2019  Lord North
- 2020  Majestic Dawn
- 2021  Bedouin's Story
- 2022  Majestic
- 2023  Astro King
- 2024  Liberty Lane